# Кочетков Денис Євгенович
Денис Євгенович Кочетков (рос. Денис Евгеньевич Кочетков; 27 березня 1980, м. Свердловськ, СРСР) — російський хокеїст, нападник. Виступає за «Донбас» (Донецьк) в Українській хокейній лізі. 
Виступав за «Кедр» (Новоуральськ), «Динамо-Енергія» (Єкатеринбург), «Мостовик»/«Зауралля» (Курган), «Мечел» (Челябінськ), «Нафтохімік» (Нижньокамськ), «Молот-Прикам'я» (Перм), «Сибір» (Новосибірськ), «Сєвєрсталь» (Череповець), «Барис» (Астана), ХК «Гомель», «Динамо» (Мінськ), «Юність» (Мінськ), «Шахтар» (Солігорськ), «Торпедо» (Нижній Новгород).
Брат: Сергій Кочетков.
Досягнення
- Володар Кубка Шпенглера (2009).
- Чемпіон України 2016, 2017.